# Kaposgyarmat
Kaposgyarmat é um município da Hungria, situado no condado de Somogy. Tem 11,07 km² de área e sua população em 2019 foi estimada em 89 habitantes.